# Ichneutica panda
Ichneutica panda là một loài bướm đêm trong họ Noctuidae.